# Frans Coenen (musicus)

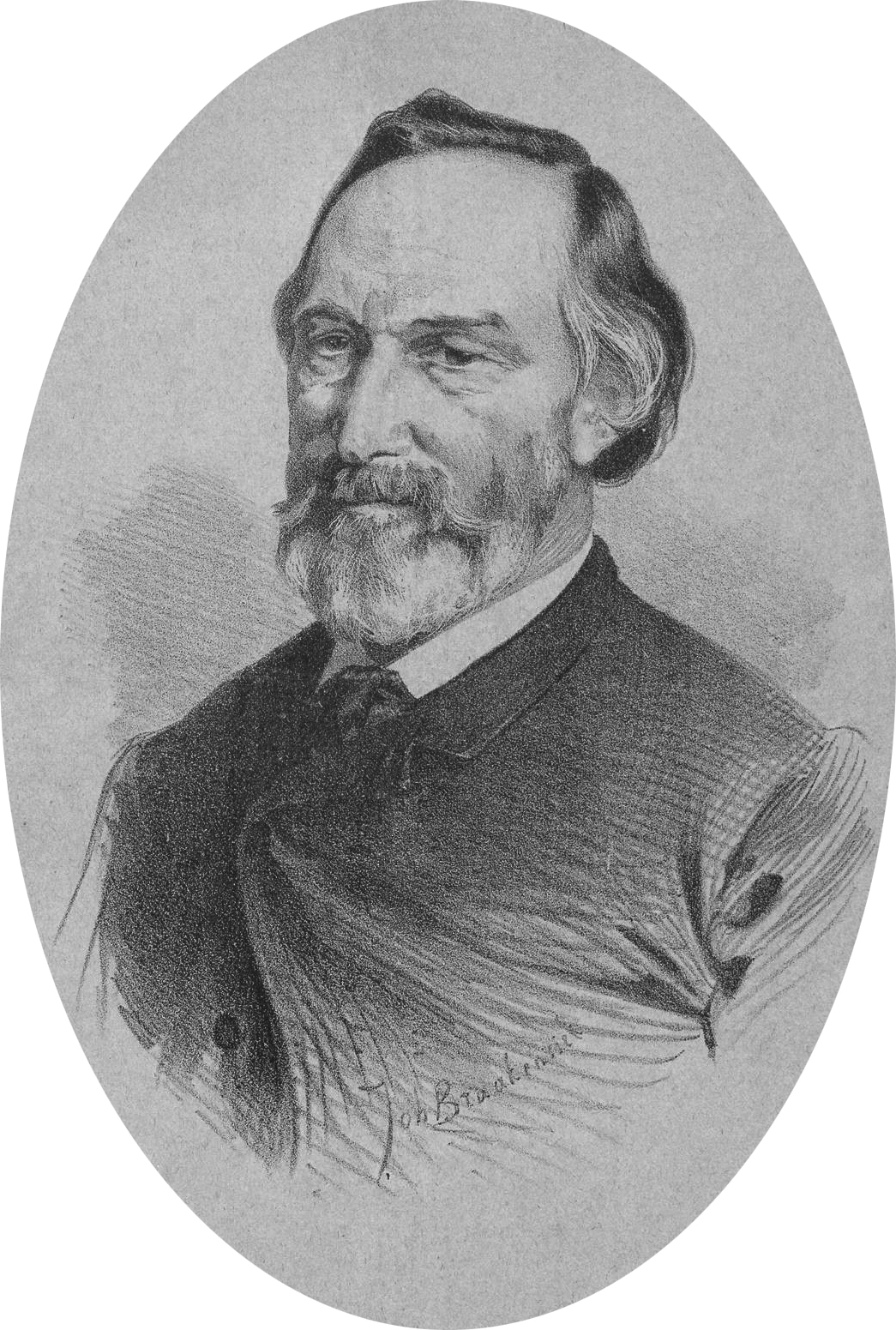
Frans Coenen (Johan Braakensiek, 1890)

Franciscus Hendrikus Coenen (Rotterdam, 26 december 1826 - Leiden, 24 januari 1904), bekend als Frans Coenen sr., was een Nederlandse componist, violist en conservatoriumdirecteur. Zijn tweede zoon (en derde kind) was de schrijver Frans Coenen (1866-1936).

## Levensloop

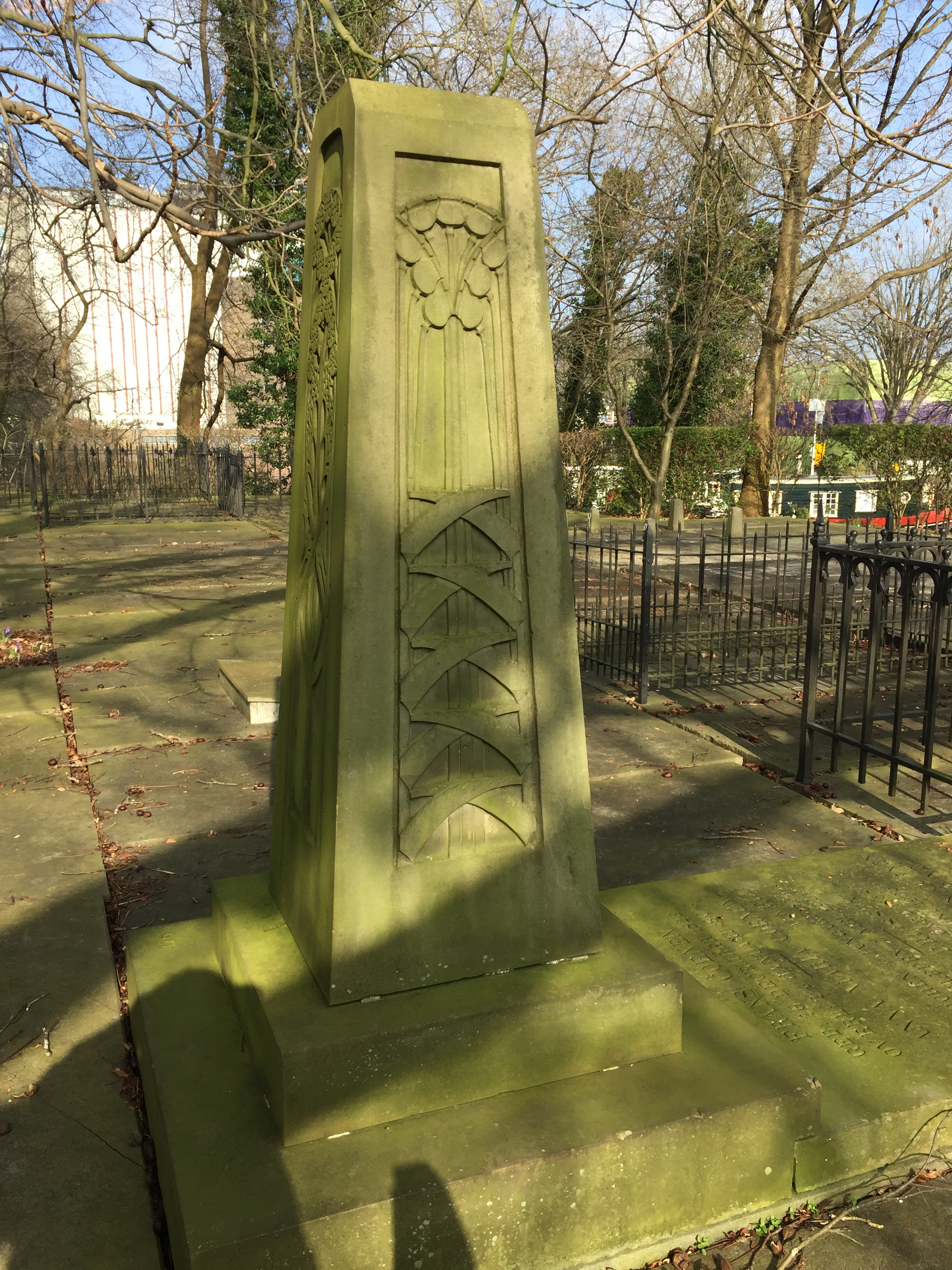
Grafmonument in Leiden, door Thérèse van Hall.

Frans Coenen kreeg zijn eerste muzieklessen van zijn vader Louis Coenen (1797-1873), die organist was van de Rotterdamse Grote of Sint-Laurenskerk en tevens vioolbouwer. Als 12-jarige maakte Frans zijn openbare debuut als violist en twee jaar later werd zijn eerste compositie uitgevoerd, een Mis die daarna nog vaker ten gehore is gebracht. Hij studeerde in Stuttgart bij Bernhardt Molique en in Brussel bij Henri Vieuxtemps en vestigde zich in 1843 als zelfstandig muziekleraar in Rotterdam. Als violist maakte hij met de pianisten Henri Herz en Ernst Lübeck enkele succesvolle concertreizen door de VS, Mexico en Zuid-Amerika. In 1855, het jaar waarin hij huwde met Anna Maria van El, vestigde hij zich in Amsterdam en werd daar concertmeester van onder andere Felix Meritis, de Maatschappij Caecilia en Toonkunst. Daarnaast speelde hij veel kamermuziek, onder andere in de Amsterdamsche Quartetvereeniging, waarin hij Johannes van Bree als eerste violist was opgevolgd.
Vanaf 1877 richtte zijn carrière zich vooral op muziekonderwijs, toen hij directeur werd van de Muziekschool van Toonkunst in Amsterdam. In 1884 werd hij de eerste directeur van het Amsterdamsch Conservatorium, dat hij in dat jaar samen met Daniël de Lange, Julius Röntgen en Johannes Messchaert had opgericht. 
Van zijn zeventigste jaar tot zijn dood leidde Coenen een teruggetrokken bestaan. Hij had de eretitel van Soloviolist van koning Willem III en was erelid van de Maatschappij tot Bevordering der Toonkunst. Op zijn graf op de begraafplaats Groenesteeg in Leiden werd in 1905 als monument een kleine obelisk geplaatst van de kunstenares Thérèse van Hall.

## Werken
Frans Coenen componeerde twee symfonieën (Nr. 1 in F groot en Nr. 2 in A klein) en een Vioolconcert in D groot (1851). Daarnaast componeerde hij vele werken voor viool (onder andere een sonate), een kwintet voor piano, fluit, klarinet, fagot en hoorn, een strijkkwartet, een pianotrio, de cantates Albrecht Beiling (op tekst van Jan Pieter Heije) en De Stem der Zee, een arioso Elia op Horeb, Maria Magdalena voor zangstem en diverse koorwerken, onder andere de bovengenoemde Mis, Psalm 22 en Psalm 23.
Een lied waarvoor hij de muziek schreef ('In het groene loover zit een vogelijn', tekst:  J.P. Heije) werd opgenomen in de populaire liedbundel Kun je nog zingen, zing dan mee.